# 天德于思
天德于思（?—?），元朝官员，克烈（怯烈）氏，速哥之孙，忽兰之子。
天德于思聪明过人，忽必烈听说其贤德，令他承袭父爵，奉养母亲完颜氏以孝著称闻。从中山至北方，当时有边地战事，天德于思督造兵甲，安抚百姓，没有休息，劳累憔悴。忽必烈听说后嘉赏他，赐驯豹、名鹰，让他可以纵猎禁地，当时眷顾最号优渥。去世时年三十九岁。赠太傅、仪同三司、上柱国，追封云国公，谥显毅。子孙世代多显贵。